# Kaplica św. Klemensa w Hradcu Králové
Kaplica św. Klemensa (czeski: Kaple svatého Klimenta) – kaplica znajdująca się na północnej stronie Katedry św Ducha w mieście Hradec Králové, w pobliżu Białej Wieży. Ten barokowy budynek został zbudowany w latach 1714-1717 i poświęcony głównemu patronowi diecezji hradeckiej, św. Klemensa I. Na miejscu obecnej kaplicy stał kościół św Klemensa, który po raz pierwszy został wymieniony w 1134.